# Enomao
Enomao (Galia, ¿? - Mezzogiorno, 72 a. C.) fue un gladiador, de la escuela de gladiadores de Léntulo Batiato en Capua. Junto con el tracio Espartaco y sus compañeros galos, Enomao se convirtió en uno de los líderes de los esclavos rebeldes durante la tercera guerra servil (73 a. C.-71 a. C.), en la cual moriría tempranamente.
Enomao estuvo involucrado en uno de los primeros éxitos más importantes del ejército de esclavos, la derrota del ejército del pretor Cayo Claudio Glabro, que había tratado de poner sitio al ejército de esclavos cerca del Monte Vesubio.
Enomao cayó en una batalla temprana, posiblemente durante el invierno entre el 73-72 a. C, cuando los ejércitos de esclavos estaban saqueando ciudades y pueblos en el sur de Italia.

## En la ficción
- Enomao aparece como personaje en la versión musical de Jeff Wayne de Espartaco.
- Enomao es interpretado por Peter Mensah en la serie Spartacus: Blood and Sand, Spartacus: Gods of the arena y Spartacus: Vengeance.[3][4] En un principio, se le conoce simplemente por el título de "Doctore" (que significa "maestro") y es el entrenador de gladiadores en la ludus de Batiatus. En la serie, el personaje es re-imaginado como un africano, en lugar de un galo.